# 앤드루 매카시
앤드루 토머스 매카시(Andrew Thomas McCarthy, 1962년 11월 29일 ~ )는 미국의 배우, 여행작가, 감독이다.

## 작품 목록

### 영화 출연
- 크레스 (1983)
- 세인트 엘모의 열정 (1985)
- 핑크빛 연인 (1986)
- 마네킨 (1987)
- 회색 도시 (1987)
- 웨이팅 포 더 문 (1987)
- 베니의 주말 (1989)
- 지옥의 일요일 (1991)
- 베니의 주말 2 (1993)
- 조이 럭 클럽 (1993)
- 나이트 런닝맨 (1995)
- 멀홀랜드 폴스 (1996)
- 위험한 증언 (1996, Escape Clause)
- 스태그 (1997)
- 스파이더위크가의 비밀 (2008)
- 메인 스트리트 (2010)
- 스내치드 (2011)

### 영화 연출
- Brats (2024)

### 텔레비전 출연
- 더 레지던트 (2022-23)

### 텔레비전 연출
- 오렌지 이즈 더 뉴 블랙 (2013-19)